# День сотрудника органов внутренних дел Российской Федерации
День сотрудника органов внутренних дел Российской Федерации (до 2011 года — День милиции) — профессиональный праздник сотрудников Министерства внутренних дел Российской Федерации (до 1991 года — МВД СССР). Отмечается ежегодно 10 ноября.

## История
28 октября (10 ноября) 1917 года Народный комиссар внутренних дел А. И. Рыков подписал постановление «О рабочей милиции».
С 1962 года эта дата отмечается как профессиональный праздник, после вступления в силу Указа Президиума Верховного Совета СССР от 26 сентября 1962 года.
С 1980 года День советской милиции стал считаться официальным праздником, в соответствии с Указом Президиума Верховного Совета СССР № 3018-Х от 1 октября 1980 года «О праздничных и памятных днях», в редакции Указа Президиума Верховного Совета СССР № 9724-XI от 1 ноября 1988 года «О внесении изменений в законодательство СССР о праздничных и памятных днях».
Ежегодно в день празднования в Москве даётся большой торжественный концерт, транслируемый по телевидению. С начала 2000-х годов концерт проходит в Государственном Кремлёвском дворце.
После вступления в силу 1 марта 2011 года Федерального закона «О полиции», в преддверии очередной праздничной даты 10 ноября, Указом Президента Российской Федерации № 1348 от 13 октября 2011 года название праздника было изменено на «День сотрудника органов внутренних дел Российской Федерации».

## Дни органов внутренних дел в других странах
- Египет — Национальный день полиции — 25 января[5].
- Таджикистан — День сотрудников милиции — 10 ноября[6].
- Беларусь — День милиции — 4 марта.
- Армения — День работника полиции Армении — 16 апреля.
- Сингапур — Неделя полиции — с 3 по 10 июня[7].
- Казахстан — День полиции — 23 июня[8].
- Азербайджан — День работников полиции — 2 июля.
- Украина — День национальной полиции Украины — 4 июля[9].
- Финляндия — День полиции — 3 сентября[10].
- Таиланд — Национальный день полиции — 13 октября[11].
- Узбекистан — День сотрудников милиции — 25 октября.
- Кыргызстан — День работника милиции — 1 ноября.
- Куба — День милиции — 10 ноября.
- Латвия — День полиции — 5 декабря[12].